# 式守伊之助 (16代)
16代 式守 伊之助（じゅうろくだい しきもり いのすけ、1892年6月20日 - 1948年12月3日）は、大相撲の立行司。本名は刀根亀吉、山形県山形市出身。
伊勢ノ海部屋所属、のち出羽海部屋。9代式守伊之助の弟子（のち養子）。わずか6歳で初土俵。松翁20代木村庄之助、21代木村庄之助の弟弟子。
出世は兄弟子の21代庄之助よりも早かったが、行司引退も45歳と早かった。その後、年寄・立田川を襲名して理事まで昇進した。1948年胃癌のため56歳で死去。

## 人物
22代木村庄之助著『二十二代庄之助一代記』によれば、頭脳明晰で事務能力が素晴らしく、話のわかる人物だったが、太っていて行司にはやや不向きであったようである。
また、故実などを覚えようとはせず、本来立行司の職務である土俵祭も、同じく立行司の20代庄之助（松翁）に任せ、一度も行ったことがなかったという。

## 履歴
- 1899年5月　 初土俵・式守亀司
- 1910年春　　4代式守錦之助を襲名。
- 1922年春　　幕内格に昇進。4代式守錦太夫を襲名。
- 1927年春　　三役格に昇進。7代式守与太夫を襲名。
- 1932年10月　16代式守伊之助を襲名。
- 1938年夏　　行司引退。年寄・立田川を襲名。
- 1948年12月3日　死去。